# Christian Meyer
Christian Meyer  (Freiburg im Breisgau, 12 december 1969), is Duits een voormalig wielrenner.
Meyer won tijdens de Olympische Zomerspelen 1992 samen met zijn ploeggenoten de gouden medaille op de 100 kilometer ploegentijdrit. In de wegwedstrijd eindigde hij als 68ste.

## Resultaten op kampioenschappen
| Jaar | WK | Olympische Zomerspelen            |
| ---- | -- | --------------------------------- |
| 1992 |    | ploegentijdrit · 68e wegwedstrijd |

1960: Trapè, Bailetti, Cogliati, Fornoni ·
1964: Zoet, Dolman, Karstens, Pieterse ·
1968: Zoetemelk, Den Hertog, Krekels, Pijnen ·
1972: Jardi, Komnatov, Lichatsjov, Sjoekov ·
1976: Tsjoekanov, Tsjaplygin, Kaminski, Pikkuus ·
1980: Kasjirin, Logvin, Sjelpakov, Jarkin ·
1984: Bartalini, Giovannetti, Poli, Vandelli ·
1988: Ampler, Kummer, Landsmann, Schur ·
1992: Dittert, Meyer, Peschel, Rich
- Gemeinsame Normdatei: 1356360807